# TiMidity++
TiMidity++是一種軟體音源器，它的前身是TiMidity，現在仍常用這個名稱。它能夠轉換MIDI格式至數種不同其他的格式。產生PCM編碼時，能輸出至電腦的音效卡或檔案作儲存用。
TiMidity++主要在Linux及Unix-like作業系統下運作，但它也能運作於微軟的Windows系統及AmigaOS之下。它以GNU GPL發佈，所以是自由軟體。

## 功能
TiMidity++能讀取數種檔案和裝置，主要是常見的.mid檔案，但還有.kar檔案（MIDI加上歌詞），Recomposer軟體檔案，還有模組文件。它是少數幾個能以MIDI音色標準來讀取.mid檔案的軟體。而讀取源則能從以下幾種途徑擷取：標準輸入、檔案、壓縮檔、從網路（HTTP、FTP或NNTP）。
該程式有幾種不一樣的介面，包括純文字命令列、ncurses、X11（Xaw，GTK+和Tk），甚至Emacs介面也能即時顯示音符。
TiMidity++也支援被用來創作微分音音樂。

## 歷史
原始的TiMidity程序是由Tuukka Toivonen於1995年寫作。在他停止更新以後，Masanao Izumo和其他貢獻者開始接管這個計畫，並改名為TiMidity++。從2004年以來，TiMidity++專案已經不再有顯著的更新，但更新的代碼仍偶爾會被送上CVS代碼庫中。

## 同見
- FluidSynth

## 外部連結
- TiMidity++ 網站（页面存档备份，存于）